# ミカロユス・チュルリョーニス

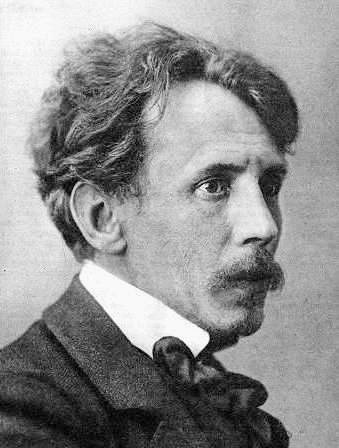
ミカロユス・チュルリョーニス

ミカロユス・コンスタンティナス・チュルリョーニス（Mikalojus Konstantinas Čiurlionis、1875年9月22日 - 1911年4月10日）は、リトアニア人画家・作曲家。

## 概要
短い生涯の間に、約300点の絵画と約200点の楽曲を遺した。美術作品の多くは、リトアニア国立チュルリョーニス美術館（カウナス市）に蒐集されている。作曲家としての活躍は近年まで忘れられていたが、画家としては世紀末のロシア画壇で生前から注目されており、独自の幻想的な画風はカンディンスキーに影響を与え、ストラヴィンスキーもチュルリョーニスの絵画を持っていたことがある 。
晩年に精神を病み、それ以降に作曲や描画において伝統と隔絶した作風をとるようになったことから、アール・ブリュの芸術家に分類されることもある。ロマン・ロランやオリヴィエ・メシアンもその作品に注目した。
チュルリョーニスの作品が現代のリトアニア文化に精神的に与えた影響は大きく、たとえば一般に政治家として有名なヴィータウタス・ランズベルギスは、本職はチュルリョーニス研究の音楽学者ならびにピアニストである。
日本では、1992年3月に東京セゾン美術館で催されたチュルリョーニス展がきっかけとなり、この芸術家の画業が知られるようになった。

## 生涯
ロシア帝国（現リトアニア南部）ヴァレナ近郊のセノイ・ヴァレナにおいて、貧しい教会オルガニストの家庭に生まれる。9人兄弟の長男であった。1878年に家族に連れられ、沿岸部の保養地ドルスキニンカイに移転し、9歳で支援者を得て、ミハウ・クレオファス・オギンスキ音楽学校に学ぶ。校長はポーランド人貴族のオギンスキ公爵で、映画『灰とダイヤモンド』に使われて有名になったポロネーズの作曲者の孫であった。
1894年からワルシャワ音楽院に入学して初めはピアノを、のち1897年からジグムント・ノスコフスキ（後のシマノフスキの恩師）に対位法と作曲を師事する。1899年に優等で卒業後、ややあって1901年秋から翌年までライプツィヒ音楽院でゾロモン・ヤーダスゾーンに作曲を学ぶ。
ポーランドに戻ってから（1902年末または1904年から）1906年までワルシャワ美術学校にも学んだ。1907年には第1回リトアニア美術展覧会を開催するかたわら、リトアニア民謡の発掘・編曲にも尽力、さらにリトアニア芸術同盟やリトアニア合唱協会などの芸術団体を発足させた。
1908年秋にサンクトペテルブルクに移住し、アレクサンドル・ベヌア（ブノワ）らの画家と交流するが、経済的には失敗し、1909年1月に作家のソフィヤ・キマンタイテ＝チュルリョニエネ (Sofija Kymantaitė-Čiurlionienė) と結婚してまもなく精神異常をきたし、ワルシャワ郊外プステルニクの療養所（精神病棟との説もある）に収容された。闘病生活の中でも作曲と描画を続けていたが、風邪をこじらせ肺炎を併発し、わが子が生まれたことを知らぬまま他界した。

## 絵画

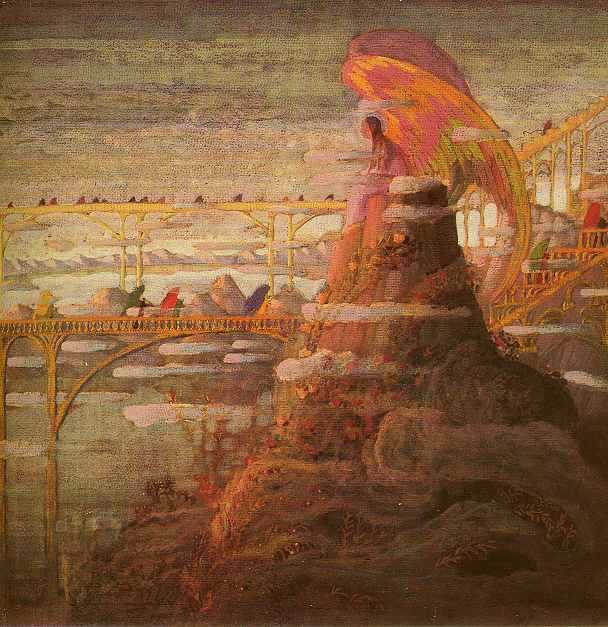
前奏曲とフーガ＜天使＞

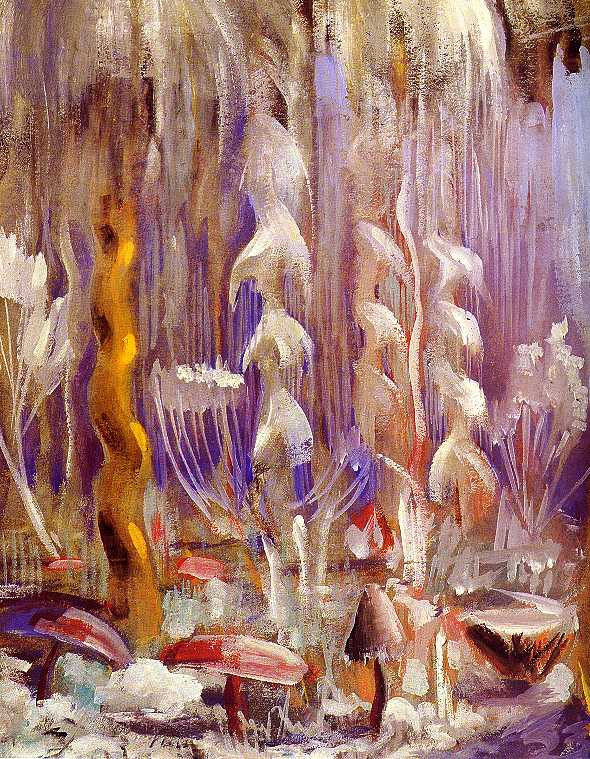
天地創造

音楽的な題名を持った作品が多い。
- 城のおとぎ話
- 星のソナタ
- 太陽のソナタ
- ピラミッドのソナタ
- 天使の前奏曲
- 連作絵画「黄道十二宮」
- 天地創造

## 音楽作品
ピアノ曲の多くはショパンを連想させるタイトルが付けられているが、書法的にはシューマンやグリーグに近い。しかし、基本的には非常に素朴で、ショパンやシューマンほど緻密に書かれてはいない。ヴィータウタス・ランズベルギスによる整理番号 VL が付されることがある。
晩年の作品は無調か、調的中心を持たない楽曲が増えている。
- 管弦楽曲 （リトアニア国立交響楽団による管弦楽曲全集CDあり、Northern Flowers）
  - 交響詩 『森の中で』（1900/1901年、死後出版）
  - 交響詩 『海』（1903-1907年、死後出版、作曲者自身のオリジナルと、他人による改訂版の二つがある）
  - カンタータ 『深淵より』（1899年、デ・プロフンディス）
- 室内楽曲 （ヴィリニュス弦楽四重奏団による弦楽四重奏曲全集CDあり、Northern Flowers）
  - 弦楽四重奏曲ハ短調（1902年、ドイツ留学中に書き始められた。フィナーレが現存しない）
  - 弦楽四重奏のための主題と変奏 ロ短調（1898年）
  - 弦楽四重奏のためのカノン ハ短調、ニ長調（1902年）
  - 弦楽四重奏のためのフーガ 嬰ヘ短調、ト長調（1902年）
- ピアノ曲 （ムーザ・ルバッキーテによるピアノ曲選集CDあり、NAXOS）
  - ピアノ・ソナタ VL155
  - 前奏曲（多数）
  - 夜想曲 嬰ヘ短調
  - 即興曲 嬰ヘ長調
  - フーガ変ロ短調　VL345
  - リトアニア民謡からの編曲（数点）
  - 主題と変奏イ短調
  - 無題ト短調
  - リトアニア民謡による変奏曲（数点）

## チュルリョーニスの名にちなんだ団体

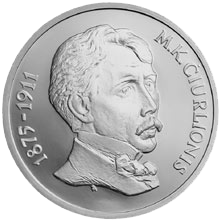
チュルリョーニスの肖像入りの記念貨幣（リトアニア）

- チュルリョーニス・ギャラリー・シカゴ

1957年にリトアニア系コミュニティが設立。リトアニア人画家の作品を展示。
- ヴィリニュス国立チュルリョーニス美術学校

1945年創設。
- チュルリョーニス弦楽四重奏団

- チュルリョーニス・コンクール

青少年演奏家のためのコンクール。